# Jean II Georges de Brandebourg
Jean II Georges, dit « l'Économe » (en allemand Johann II Georg von Brandenburg), né le 11 septembre 1525 à Cölln et mort le 8 janvier 1598 dans la même ville, est électeur de Brandebourg de 1571 à 1598.

## Biographie
Face aux énormes dettes accumulées lors du règne de son père Joachim II Hector, Jean II Georges créée un impôt qui met les paysans sous la coupe de la noblesse, exemptée de cette imposition. Bien que fermement opposé à la Réforme et à la montée du calvinisme, il permet aux réfugiés fuyant les guerres de religion aux Pays-Bas espagnols et en France de s'installer dans son État.
En 1568, date du décès de son cousin Albert de Brandebourg, le duché de Prusse échoit à son jeune fils encore mineur, Albert Frédéric. Jean II Georges participe au conseil de régence du duché de Prusse.
Il fonde le premier établissement humaniste à Berlin : le lycée berlinois du monastère franciscain. Dans son État, il applique le calendrier grégorien.
Son fils Joachim III Frédéric lui succède.

## Famille
Jean II Georges est le fils de Joachim II Hector de Brandebourg et de Madeleine de Saxe.
En 1545, il épouse Sophie de Legnica (vers 1525 – 6 février 1546), fille du duc Frédéric II de Legnica et Sophie de Brandebourg-Ansbach-Kulmbach. Un enfant est né de cette union :
- Joachim-Frédéric (1546 – 1608), électeur de Brandebourg.

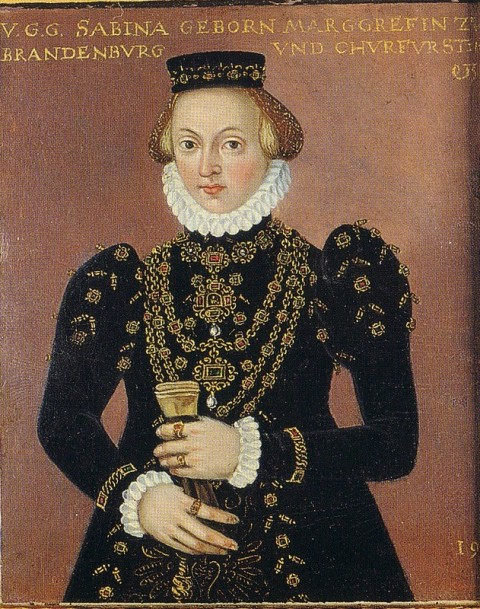
Sabine d'Ansbach, deuxième épouse de Jean II Georges.

Veuf, Jean II Georges épouse en 1548 Sabine de Brandebourg-Ansbach (1529 – 1575), fille du margrave Georges de Brandebourg-Ansbach. Quatre enfants sont nés de cette union :
- Georges-Albert (1555 – 1557) ;
- Erdmuthe de Brandebourg (1561 – 1623), épouse en 1577 le duc Jean-Frédéric de Poméranie ;
- Anne-Marie de Brandebourg (1567 – 1618), épouse en 1582 le duc Barnim X de Poméranie ;
- Sophie de Brandebourg (1568 – 1622), épouse en 1582 l'électeur Christian de Saxe.

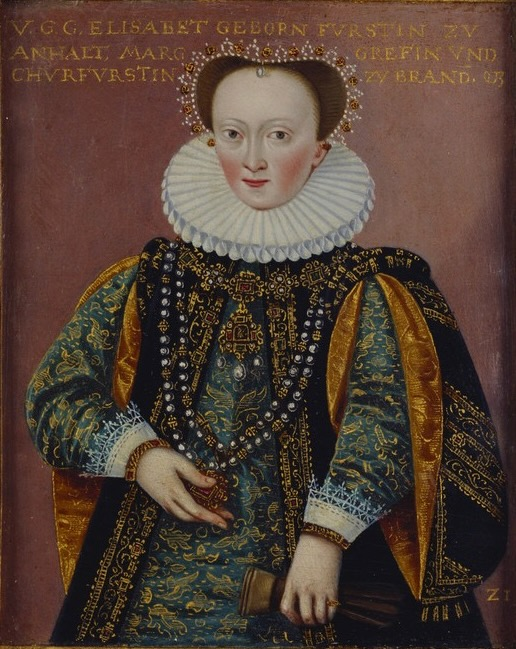
Élisabeth d'Anhalt, troisième épouse de Jean II Georges.

De nouveau veuf, Jean II Georges épouse en 1577 Élisabeth d'Anhalt-Zerbst (1563 – 1607), fille du prince Joachim-Ernest d'Anhalt. Onze enfants sont nés de cette union :
- Christian Ier (1581 – 1655), margrave de Brandebourg-Bayreuth ;
- Madeleine de Brandebourg (1582 – 1616), épouse en 1598 le landgrave Louis V de Hesse-Darmstadt ;
- Joachim-Ernest (1583 – 1625), margrave de Brandebourg-Ansbach ;
- Agnès de Brandebourg (1584 – 1629), épouse en 1604 le duc Philippe-Julius de Poméranie, puis en 1628 le prince François-Charles de Saxe-Lauenbourg ;
- Frédéric IX de Brandebourg (1588 – 1611) ;
- Élisabeth-Sophie de Brandebourg (de) (4 juillet 1589 – 24 décembre 1629), épouse en 1613 le prince Janusz Radziwiłł, puis en 1628 le duc Jules-Henri de Saxe-Lauenbourg ;
- Dorothée-Sibylle de Brandebourg (1590 – 1625), épouse en 1610 le duc Jean-Christian de Brzeg ;
- Georges-Albert II de Brandebourg (1591 – 1615) ;
- Sigismond (1592 – 1640) ;
- Jean (1597 – 1627) ;
- Jean-Georges (1598–1637)

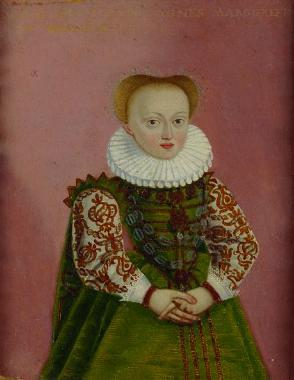
Agnès (1584-1629).
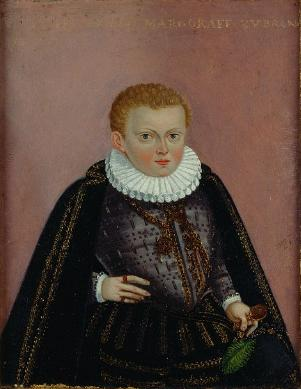
Frédéric (1588-1611).
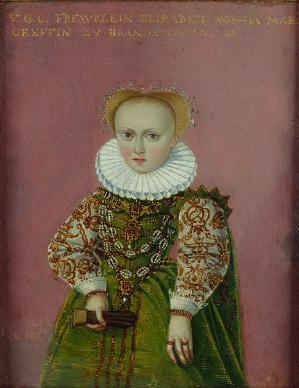
Élisabeth-Sophie (1589-1629).